# Добромислова Ольга Петрівна
Ольга Петрівна Литвиненко, у шлюбі Добромислова (28.06. 1925, м. Харків  — 08. 04. 2009, м.Санкт-Петербург, Росія) — фізіолог, доктор медичних наук.

## Біографія
Народилася в сім'ї студента-медика в Харкові, згодом родина переїхала до Ромен. У 1933 році пішла в перший клас міської середньої школи № 4, вчилась легко, була жвавою і активною. У четвертий клас пішла в Чернігові, куди переїхав працювати батько.  
Закінчувати школу довелося, у зв'язку з початком Другої світової війни, в селі Мучкапі Тамбовської області. Закінчила Московський медичний інститут. Одружилася з офтальмологом А. Добромисловим. У 1951 році сім'я переїхала в м. Кишинів, бо виникла проблема з житлом в Москві. Спочатку власної квартири не було і тут, деякий час вони жили на кафедрі, навіть спали на столах. 
У 1959 р. Ольга Добромислова з чоловіком були направлені на роботу у В'єтнам. Завдяки допомозі родини Добромислових у В'єтнамі був відкритий перший і єдиний у той час антиглаукоматозний диспансер, де місцеві фахівці освоїли нові методи діагностики — добову тонометрію, еластотонометрію. Незабаром чоловік О. Добромислової пройшов за конкурсом на посаду керівника кафедрою хвороб очей Ленінградського санітарно-гігієнічного медичного інституту (ЛСГМІ, нині — Північно-західний державний медичний університет імені Іллі Мечникова). Родина переїхала в Ленінград, де Добромислова працювала на кафедрі нормальної фізіології Санкт-Петербурзького санітарно-гігієнічного медичного інституту.

## Науковий доробок
Ольга Добромислова займалась вивченням фізіологічних основ процесу стомлення як захисної реакції організму, фізіологією рецепторного апарату, секреторною і екскреторної функції залоз тонкого шлунка в нормі і патології, фізіолого-гігієнічними проблемами здоров'я студентів, дослідженням історії медицини. Доктор медичних наук, професор кафедри нормальної фізіології Санкт-Петербурзького санітарно-гігієнічного медичного інституту.

## Родина
Чоловік — Аполлон Добромислов (02.02. 1919 — 16.07.2004. м. Санкт-Петербург) — офтальмолог, професор. Дочка — Наталія Аполлонівна Добромислова, рентгенолог, кандидат медичних наук.